# Kolonia Polska

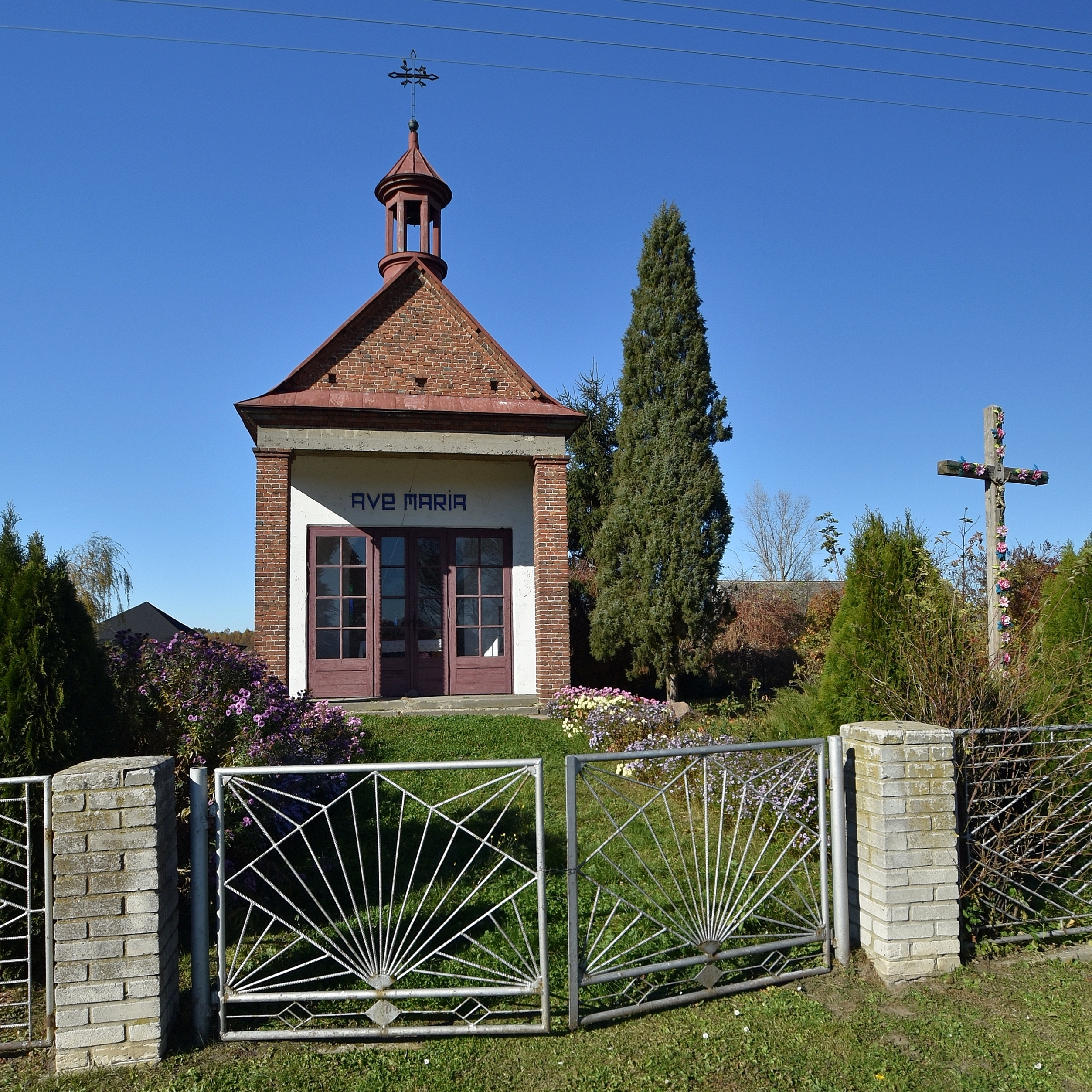
Kaplica

Kolonia Polska – wieś w Polsce położona w województwie podkarpackim, w powiecie leżajskim, w gminie Kuryłówka.
W latach 1975–1998 miejscowość administracyjnie należała do województwa rzeszowskiego.

## Części wsi
| SIMC    | Nazwa   | Rodzaj    |
| ------- | ------- | --------- |
| 0653156 | Nagórne | część wsi |

## Historia
Do 31 grudnia 1964 Kolonia Polska była przysiólkiem Cieplic
.
Początki Kolonii sięgają przełomu XVII i XVIII wieku. W 1812 roku w czasach galicyjskiego ruchu osadniczego, na terenie Cieplic powstała osada Niemieckich kolonistów (luteranów), którzy jednak z powodu lichej i nieurodzajnej ziemi, sprzedali ją Polakom. Następnie nową wieś tworzyli już Polacy i została dla odróżnienia od sąsiednich wsi Ruskich, nazwana: Kolonia Polska.
W tej miejscowości urodził się ks. Stanisław Szpetnar.

## Kościół
Początkowo wierni z Cieplic i Kolonii Polskiej należeli do parafii w Sieniawie. Starania o własną świątynię trwały długo; najpierw powstała kaplica w Dąbrowicy w 1890 roku. Dopiero staraniem pochodzącego z Kolonii Polskiej ks. Stanisława Szpetnara i jego ojca Józefa Szpetnara, w 1910 roku rozpoczęto budowę kościoła, fundacji Adama i Ludwiki Czartoryskich. Nowy kościół pw. św. Stanisława Biskupa został poświęcony 8 maja 1914 roku przez dziekana z Sieniawy ks. Tomasza Włazłowskiego.
Schematyzm Diecezji Przemyskiej na rok 1916 tak wzmiankował parafię: Kolonia Polska, adjac pagi Cieplice, usque ad a 1914 ad parochiam Sieniawa pertinensad a 1914 expositura independens. Eclesia m. sumptibus III. D. Adami Czartoryski, aedificata, s. T.S. StaM. benedicta. Coop exp.: R. Henryk Uchman...Administrator: R. Jan Ziemiński...In Dąbrowica adest capella publica. Początkowo do parafii należały: Kolonia Polska, Dąbrowica Duża, Dąbrowica Mała, Słoboda i przysiółki Cieplic (Biele, Szegdy), a od 1962 roku Cieplice Dolne.
Kościół został konsekrowany 16 czerwca 1926 roku przez bp Anatola Nowaka. W latach 1930–w parafii posługiwały siostry Służebniczki Starowiejskie.

## Oświata
Szkoła w Kolonii Polskiej powstała w 1907 roku staraniem ks. Stanisława Szpetnara. Przydatnym źródłem archiwalnym do poznawania historii szkolnictwa w Galicji są austriackie Szematyzmy Galicji i Lodomerii, które podają nazwiska nauczycieli. Początkowo w latach 1907-1911 była to "szkoła exponowana" Kolonia Polska ad Cieplice, a od 1911 roku jedno-klasowa. Pierwszą nauczycielką została Salomea Filar.
Nauczyciele
1907-1910. Salomea Filar.
1910-1911. Felix Łabno.
1911-1913. Felicja Łabno.
1913-1914. Waleria Irluwna